# جامعة بويبلا المستقلة
جامعة بويبلا المستقلة المؤهلة هي أقدم وأكبر جامعة في ولاية بويبلا في المكسيك. تأسست في 15 إبريل 1587 باسم كلية الروح القدس، وقد رعاها اليسوعيون أثناء الحقبة الاستعمارية الإسبانية قبل أن تتحول إلى كلية عامة عام 1825، ثم إلى جامعة عامة عام 1937. يمكن ملاحظة الأصول الدينية في العديد من أبنية الجامعة الواقعة في مركز مدينة بويبلا والتي كانت مجمعاً من أحد عشر كنيسة في الحقبة الاستعمارية.
يقع الحرم الجامعي الرئيسي في مدينة بويبلا على الرغ من أن أكثر من تسع كليات تتوزع في أنحاء الولاية. حالياً، تعتبر الجامعة واحدة من بين 105 جامعات مشاركة في تجربة أليس في سيرن.
شعار الجامعة عبارة عن رسم لطائر الفينيق على درع، وفي أعلى الدرع تجد صورة الإلهة الإغريقية أثينا إلهة المعرفة.
إن استخدام كلمة «مستقلة» في الاسم يعني أن الجامعة عامة، تتلقّى تمويلاً من الحكومة. لكنها حرة في تغيير البرامج الدراسية وتحديدها حسبما تقتضي الضرورة.
يشار إلى أن حوالي 34% من طلبة جامعة بويبلا ملتحقون ببرنامج الليسانس.

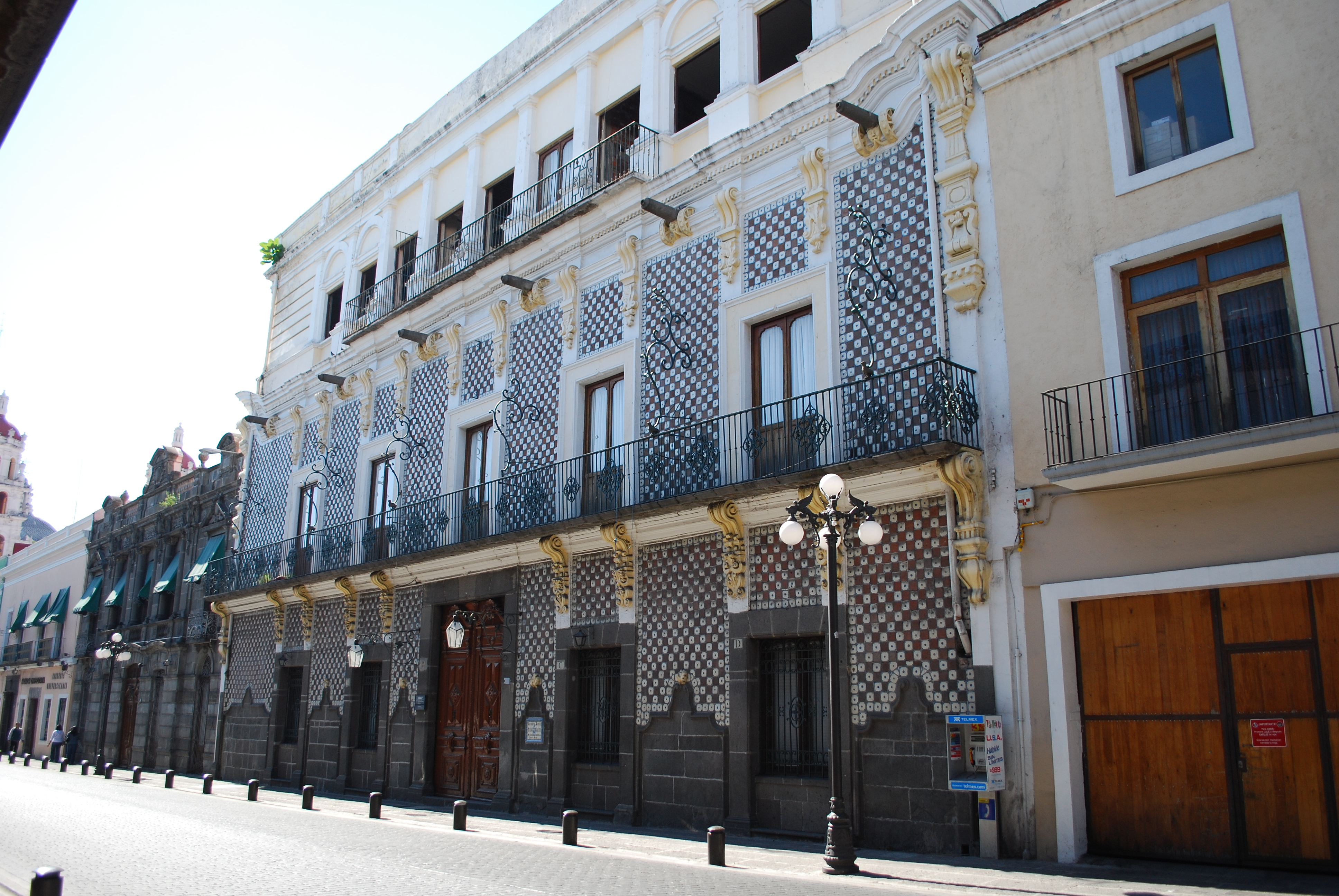
اتجاه مباني المكتبات عبر الممر التاريخي في بويبلا